# Rhyacophila ngorpa
Rhyacophila ngorpa är en nattsländeart som beskrevs av Schmid 1970. Rhyacophila ngorpa ingår i släktet Rhyacophila och familjen rovnattsländor. Inga underarter finns listade i Catalogue of Life.